# Neoscona domiciliorum
Neoscona domiciliorum är en spindelart som först beskrevs av Nicholas Marcellus Hentz 1847.  Neoscona domiciliorum ingår i släktet Neoscona och familjen hjulspindlar. Inga underarter finns listade i Catalogue of Life.